# Santa Leocádia de Tamel
Santa Leocádia de Tamel ist ein Ort und eine ehemalige Gemeinde (Freguesia) im nordportugiesischen Kreis Barcelos. Die Gemeinde hatte 750 Einwohner (Stand 30. Juni 2011).
Im Zuge der Gebietsreform am 29. September 2013 wurden die Gemeinden Tamel (Santa Leocádia) und Vilar do Monte zur neuen Gemeinde União das Freguesias de Tamel (Santa Leocádia) e Vilar do Monte zusammengefasst. Tamel (Santa Leocádia) ist Sitz dieser neu gebildeten Gemeinde.